# Sarata (miasto)
Sarata (ukr. Сарата) – osiedle typu miejskiego na Ukrainie, w obwodzie odeskim, rejonu białogrodzkiego.

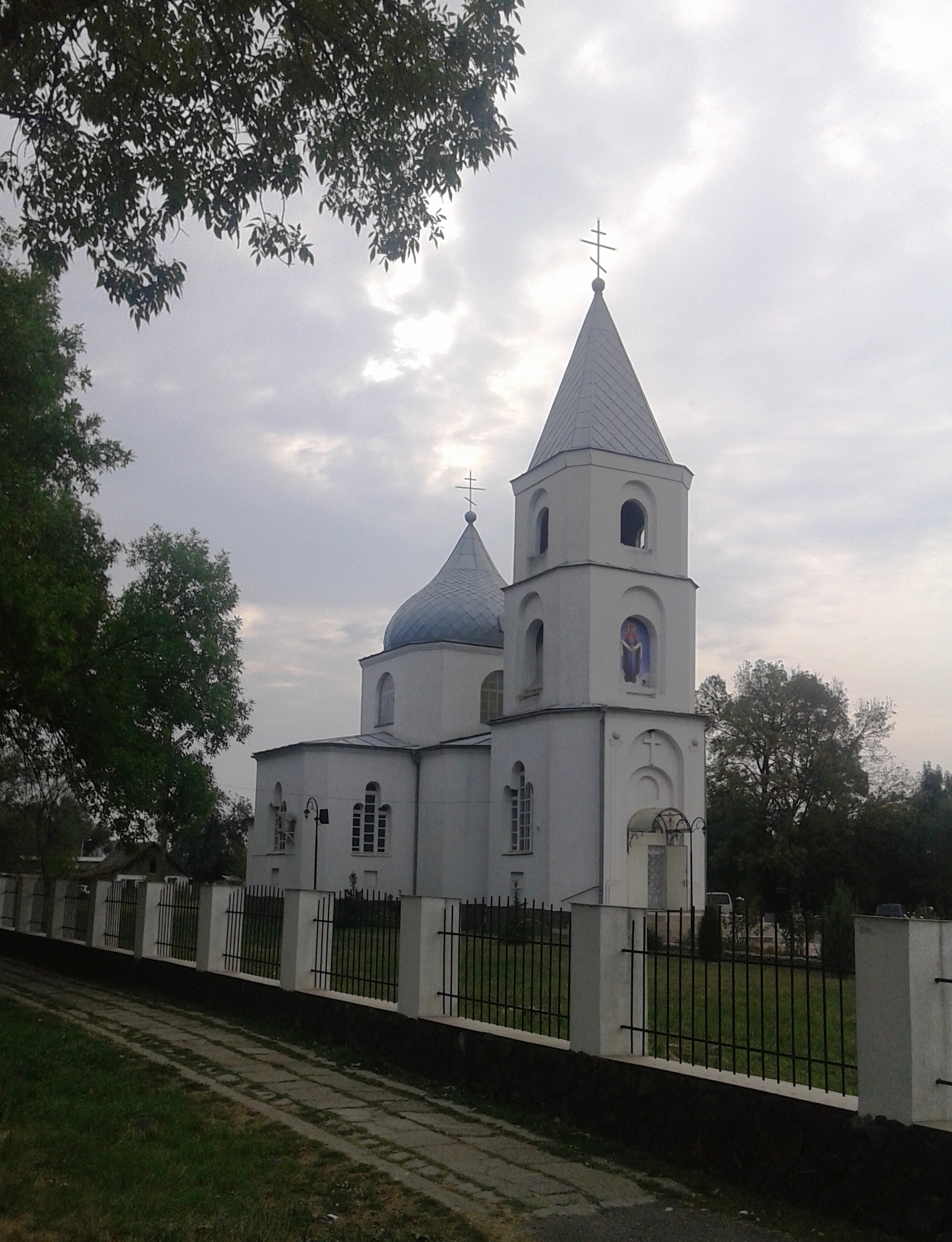
Cerkiew Opieki Matki Bożej

Miasto założone w 1822, leży w południowej części Niziny Czarnomorskiej, nad rzeką Saratą. Około 4100 mieszkańców (2022).
Znajduje tu się stacja kolejowa Sarata, położona na linii Odessa – Arcyz.